# سقالة تعليمية
السقالة التعليمية (بالإنجليزية: Instructional scaffolding) هو الدعم الذي يقدمه المعلم للطالب طوال عملية التعلم. يُصمم هذا الدعم خصيصًا لكل طالب؛ حيث يتيح هذا النهج التعليمي للطلاب تجربة تعلم متمركز حول الطالب، مما يُسهّل التعلم بكفاءة أكبر من التعلم المتمركز حول المعلم. تُعزز عملية التعلم هذه مستوى أعمق من التعلم مقارنةً بالعديد من استراتيجيات التدريس الشائعة الأخرى.